# Торчинський Сергій Георгійович
Сергі́й Гео́ргійович Торчинський — молодший сержант Збройних сил України, спортсмен.

## З життєпису
2005 року закінчив Мирненську ЗОШ (Горохівський район), 2009-го — Луцький національний технічний університет, здобув рівень бакалавра, спеціальністьnbsp;— комп'ютерні системи і мережі.
Протягом 2009—2010 років проходив строкову службу у Збройних силах України.
З 8 квітня по 18 серпня 2014 року перебував у зоні бойових дій. Молодший сержант механізованої бригади. У серпні при боях за Савур-могилу зазнав осколочного поранення в шию під Сніжним. Довго лікувався, після тривалої реабілітації пішов служити до поліції. Став одним із найкращих патрульних Луцька. Відновлювався за допомогою спорту, проживає в Горохівському районі.
25 вересня 2017 року здобув першу медаль для України на ІІІ Іграх нескорених — бронзова медаль у секторі для штовхання ядра з результатом 13,71 метра.